# Pierre Arizzoli-Clémentel
Pierre Arizzoli-Clémentel, né en juillet 1944, est un conservateur de musée français.

## Biographie
Pierre Arizzoli-Clémentel, descendant du ministre Etienne Clémentel, suit des études supérieures à la Sorbonne puis à l'École pratique des hautes études, diplômé de l'École du Louvre. Après  avoir été reçu au concours des Musées nationaux (1969), il est nommé pensionnaire (1971-1973), puis chargé de mission pour l’Histoire de l’art à l’Académie de France à Rome (1979-1984). 
Conservateur général du patrimoine responsable du musée des Tissus de Lyon en 1993, puis des musées de l'Union centrale des arts décoratifs, il succède à Jean-Pierre Babelon en 1997 comme directeur général de l'établissement public du musée et domaine national de Versailles. Admis à faire valoir ses droits à la retraite en juillet 2009, c'est Béatrix Saule qui lui succède.
De mars 2008 à mai 2011, il est membre du Haut Conseil des musées de France. En juillet 2010, dans le cadre de la convention de délégation de service public pour la gestion du musée du Luxembourg conclue avec la Réunion des musées nationaux (RMN), le président du Sénat nomme Pierre Arizzoli-Clémentel à la présidence du Comité de programmation institué par cette convention. Ce comité est chargé d’analyser les propositions de programmation des expositions du musée et d’émettre toutes recommandations à ce sujet.

## Controverses
En juillet 2001, l'un des plus beaux fauteuils du XVIIIe siècle, le seul survivant des fauteuils de Foliot pour le pavillon du Belvédère à Trianon, qui donc intéressait beaucoup les conservateurs de Versailles, échappe aux Musées de France. Il s'agit de la vente par Sotheby's du fonds d'un antiquaire italien, Luigi Laura. Dans les semaines précédentes, le responsable du mobilier de Versailles, Christian Baulez, exprime le souhait de faire jouer la préemption pour ce fauteuil exceptionnel, qui est en outre un souvenir de Marie-Antoinette d'Autriche. Pierre Arizzoli-Clémentel, le directeur du musée, décide de prendre l'avis de Bill Pallot. Ce dernier rend son verdict : « Je trouve la sculpture grossière ; le bois manque de finesse ; la qualité n'est pas digne d'une commande royale. Quant au décor, il ne reproduit pas exactement celui des chaises du Belvédère. »
Pierre Arizzoli-Clémentel prend alors le risque de refuser la préemption. Il niera plus tard avoir subi des pressions. Le fauteuil est adjugé 2 MF à un Américain. Le piège est que l'État français ne peut plus l'interdire de sortie du territoire. La direction des Musées de France lui fait néanmoins subir des examens qui ne sont pas négatifs et le confronte à son emplacement supposé au Belvédère : il s'ajuste parfaitement. Seules réserves, l'usure générale et la ceinture antérieure probablement changée. L'acheteur le fait restaurer et retapisser avec goût. Il le revend le 9 juillet 2015 chez Christie's Londres. Versailles est présent mais a un crédit insuffisant. Le fauteuil est adjugé 1 762 000 livres, soit presque huit fois le prix de 2001.

## Distinctions
- Officier de la Légion d'honneur (décret du  13 juillet 2007 ; chevalier par décret du 1er avril 1994).
- Officier de l'ordre national du Mérite (décret du 15 mai 2000).

## Publications
- Aux armes & aux arts!, Adam Biro (1988)
- Dossier de l'Art 22. La chambre dans l'histoire de France, Faton (1995)
- Le Mobilier de Versailles, coffret de 2 volumes, Faton (2002)
- Dossier de l'Art 150. Marie-Antoinette, Faton (2008)
- L'Album de Marie-Antoinette : Vues et plans du Petit Trianon à Versailles, Gourcuff Gradenigo (2008)
- Le mobilier de Versailles : Chefs-d'œuvre du XIXe siècle, Faton (2009)
- Les Jardins de Louis XIV à Versailles : Le chef-d'œuvre de Le Nôtre, 2009
- Vues et plans du Petit Trianon à Versailles, Alain de Gourcuff
- Versailles : Coffret 2 volumes, Citadelles et Mazenod (2009)
- Fastes de cour et cérémonies royales : Le costumes de cour en Europe (1650-1800), Château de Versailles (2009)
- Georges Geffroy (1905-1971) : une légende du grand décor français, Éditions Gourcuff-Gradenigo (2016)  (ISBN 978-2-35340-247-2)